# Grant Tinker
 (mai 2023).
La mise en forme du texte ne suit pas les recommandations de Wikipédia : il faut le « wikifier ».
Les points d'amélioration suivants sont les cas les plus fréquents. Le détail des points à revoir est peut-être précisé sur la page de discussion.
- Les titres sont pré-formatés par le logiciel. Ils ne sont ni en capitales, ni en gras.
- Le texte ne doit pas être écrit en capitales (les noms de famille non plus), ni en gras, ni en italique, ni en « petit »…
- Le gras n'est utilisé que pour surligner le titre de l'article dans l'introduction, une seule fois.
- L'italique est rarement utilisé : mots en langue étrangère, titres d'œuvres, noms de bateaux, etc.
- Les citations ne sont pas en italique mais en corps de texte normal. Elles sont entourées par des guillemets français : « et ».
- Les listes à puces sont à éviter, des paragraphes rédigés étant largement préférés. Les tableaux sont à réserver à la présentation de données structurées (résultats, etc.).
- Les appels de note de bas de page (petits chiffres en exposant, introduits par l'outil «  Source ») sont à placer entre la fin de phrase et le point final[comme ça].
- Les liens internes (vers d'autres articles de Wikipédia) sont à choisir avec parcimonie. Créez des liens vers des articles approfondissant le sujet. Les termes génériques sans rapport avec le sujet sont à éviter, ainsi que les répétitions de liens vers un même terme.
- Les liens externes sont à placer uniquement dans une section « Liens externes », à la fin de l'article. Ces liens sont à choisir avec parcimonie suivant les règles définies. Si un lien sert de source à l'article, son insertion dans le texte est à faire par les notes de bas de page.
- La présentation des références doit suivre les conventions bibliographiques. Il est recommandé d'utiliser les modèles {{Ouvrage}}, {{Chapitre}}, {{Article}}, {{Lien web}} et/ou {{Bibliographie}}. Le mode d'édition visuel peut mettre en forme automatiquement les références.
- Insérer une infobox (cadre d'informations à droite) n'est pas obligatoire pour parachever la mise en page.

Pour une aide détaillée, merci de consulter Aide:Wikification.
Si vous pensez que ces points ont été résolus, vous pouvez retirer ce bandeau et améliorer la mise en forme d'un autre article.
Grant Almerin Tinker (11 janvier 1926 - 28 novembre 2016) était un directeur de télévision américaine. Il fut président et directeur général de NBC de 1981 à 1986. De plus, il a été cofondateur de MTM Enterprises et producteur de télévision.

## Vie et carrière
Tinker est né à Stamford, Connecticut, Ses parents étaient Margaret (née Hessin) Tinker et Arthur Almerin Tinker,. Il avait une sœur cadette, Joan.
Pendant la Seconde Guerre mondiale, Tinker a servi dans la réserve de l'armée de l'air des États-Unis. Il est diplômé du Dartmouth College. Ses fils, Mark et John, sont également réalisateurs de télévision.
En 1961, Tinker a rejoint NBC et était à la tête de la planification de la Côte Ouest, où il a été impliqué dans le développement de I Spy, Dr. Kildare et The Man from UNCLE, le Star Trek original et Get Smart.
Tinker a épousé Mary Tyler Moore en 1962. Il a quitté NBC en 1967 pour rejoindre Universal Television, mais il démissionnera après deux ans afin de rejoindre 20th Century Fox Television au début de 1969. Vers la fin de 1969, ils fondent la société de production télévisée MTM Enterprises. Tinker a embauché les scénaristes de Room 222 James L. Brooks et Allan Burns pour créer et produire la première série télévisée de la société, The Mary Tyler Moore Show . En raison de conflits avec la gestion de MTM, il a quitté Fox en 1971. MTM a produit des comédies de situation et des séries télévisées dramatiques américaines telles que Rhoda, The Bob Newhart Show, WKRP in Cincinnati, Hill Street Blues et St. Elsewhere . Après son divorce avec Moore en 1981, Tinker a quitté MTM pour devenir le président-directeur général de NBC, alors l'éternel dernier réseau de télévision américain (en termes d' audience et de bénéfices Nielsen ). Pendant le mandat de Tinker à la première place de NBC, le réseau a retrouvé des cotes d'écoute et a commandé The Cosby Show, Family Ties, The Golden Girls, Cheers, Night Court et Hill Street Blues . Tinker a quitté le réseau en 1986, peu de temps après le rachat de sa société mère RCA par General Electric.
Après avoir quitté NBC, Tinker a tenté de répéter son succès avec MTM en créant GTG (Grant Tinker- Gannett ) Entertainment (anciennement T/G Productions), mais l'entreprise a échoué et la société s'est fermé en 1990.[réf. nécessaire] La société s'est ensuite associée à CBS pour créer un accord à long terme qui permettrait d'accéder à la production fournie par GTG Entertainment. Il s'agissait d'un accord exclusif géré entre CBS et GTG. La société avait également créé des filiales comme la branche de télévision syndiquée GTG Marketing, la branche de production de la côte est GTG East et la branche de production de la côte ouest GTG West. La première production produite par la branche GTG East était une version syndiquée du magazine populaire USA. Today , USA Today on TV, qui a été distribué aux marchés syndiqués par la division GTG Marketing.

## Vie privée
Tinker s'est marié trois fois. En 1950, il épouse Ruth Byerly, avec qui il eut trois fils et une fille : Mark (né en 1951), Mike (né en 1952), Jodie (né en 1954) et John (né en 1958). Mark et John sont des réalisateurs de télévision réussis. Le mariage de Tinker avec Byerly a fini par un divorce en 1962. Plus tard dans  l'année, Tinker a épousé l'actrice Mary Tyler Moore. Ce mariage a également fini par un divorce en 1981, bien qu'ils se soient séparés en 1979, à la suite d'une rupture et d'un patch-up en 1973.[réf. nécessaire] Le troisième mariage de Tinker a eu lieu en 2004[réf. nécessaire] avec l'aviatrice Brooke Knapp, avec qui restera marié jusqu'à sa mort en 2016.[réf. nécessaire]

## Décès
Tinker est mort à son domicile de Los Angeles le 28 novembre 2016, à l'âge de 90 ans
Il est enterré au cimetière Hillside à North Adams, Massachusetts.

## Récompenses et honneurs
- Tinker a été intronisé au Temple de la renommée de la télévision en 1997.
- En 2004, Tinker a remporté un Peabody Award personnel "pour avoir reconnu, protégé et encouragé la créativité de premier ordre"[13].